# Бенту, Мануэл
Мануэ́л Галри́нью Бе́нту, Мануэль Галриньу Бенту (порт. Manuel Galrinho Bento; 25 июня 1948, Голеган — 1 марта 2007, Баррейру) — португальский футбольный вратарь. Долгие годы играл за «Бенфику» и сборную Португалии. В составе «Бенфики» десять раз выигрывал чемпионат Португалии, шесть раз кубок Португалии, а в 1977 году был признан лучшим футболистом года в Португалии. Завершил карьеру в 1993 году в возрасте 44 лет. Позже работал тренером вратарей в «Бенфике».

## Биография
Мануэл Бенту начал свою футбольную карьеру в клубе «Риашенси», который базировался недалеко от Голегана. В 1965 году Бенту перешёл в клуб «Баррейренсе», в течение четырёх лет Мануэл выступал за молодёжный состав клуба, а в 1969 году стал игроком основного состава. В возрасте 20 лет Бенту довольно быстро стал основным голкипером «Баррейренсе», за три сезона Мануэл отыграл в чемпионате Португалии 82 матча. В 1972 году Бенту перешёл в «Бенфику», где основным вратарём в то время являлся Жозе Энрике. С 1973 по 1976 год Бенту довольно регулярно выступал за клуб, но основным вратарём он стал лишь в сезоне 1976/77, когда ему было уже 28 лет.

## Достижения
- Чемпион Португалии (10): 1973, 1975, 1976, 1977, 1981, 1983, 1984, 1987, 1989, 1991.
- Обладатель Кубка Португалии (6): 1980, 1981, 1983, 1985, 1986, 1987.
- Обладатель Суперкубка Португалии (3): 1980, 1985, 1989.
- Футболист года в Португалии: 1977.